# Zbraň Otrokářů
Zbraň Otrokářů je čtrnáctá epizoda první řady animovaného seriálu Star Trek. Premiéra epizody v USA proběhla 15. prosince 1973, v České republice 7. prosince 1997.

## Příběh
Píše se hvězdné datum 4187.3. Pan Spock, poručík Uhura a pan Hikaru Sulu jsou s raketoplánem z Enterprise na cestě k základně 25, kam vezou nulovou schránku, předmět vytvořený dávnou civilizací Otrokářů. Jejich rasa zanikla před miliardou let, avšak nulové schránky přinesly lidem nové technické inovace, jako třeba umělou gravitaci a jde tedy o přísně střežené předměty. Během letu začala nulová schránka světélkovat, což znamená, že poblíž je další nulová schránka. Samotná schránka je totiž jediné známé zařízení, které dokáže detekovat další nulové schránky.
Po přistání na ledové planetě jsou všichni tři zajati skupinkou Kzintů, humanoidů s podobností ke kočkovitým šelmám. Kzintlům je zakázáno používat phasery a vlastně všechny zbraně po předchozích konfliktech s Federací. Kzintlové si zakládají na své masožravosti a proto ani neuznávají Vulkánce, kteří jsou vegetariáni. Protože vždy konflikt s Federací prohráli, poohlížejí se po zbrani, která by jim pomohla situaci zvrátit.
Když skupinka otvírá nulovou schránku, nachází uvnitř předmět podobný pistoli s přepínačem na rukojeti. Berou zajatce na povrch, aby zjistili, o co jde. Pokaždé, když velitel Kzintské skupinky přepne spínač, předmět změní trochu svůj tvar. Jednou jde o laserovou pistoli podobnou phaseru, jindy o malý raketový motorek. Když zkouší poslední pozici, po stisku tlačítka se vypne zadržovací síť, která Spockův výsadek drží na místě. Spock i Sulu uniknou, ale Uhura je opět zajata.
Spock měl zprvu obavy o bezpečnost Federace, ale když viděl všechny režimy, konstatuje, že patrně nejde o nic, co by již lidstvo neznalo. Když Sulu ovšem vyzkouší delší dobu podržet spoušť v režimu laserové pistole, spouští tím ohromnou jadernou explozi. Následně jsou oba opět zajati. Kzintlům se daří aktivovat hlasový režim předmětu, který neví, jak dlouho byl vypnutý, a táže se na heslo. Skupinka jednoduchých tvorů neví vůbec nic, ale chce zbraň proti Federaci. Zbraň se přepne do úplně jiného režimu a nechá Kzintly vyjít ven pro vyzkoušení.
Uhura namítá, že nemohou nechat takovou silnou zbraň v jejich rukou. Spock ale je přesvědčen, že jim v rukách dlouho nevydrží. Vysvětluje, že když Otrokáři zbraň vypnuli, byla válka. Nyní je opět aktivována, navíc skupinkou neznámých tvorů, které nemají nejmenší ponětí o požadovaném hesle, a proto lze očekávat jediné. Skutečně po chvilce zbraň venku exploduje, zanechává po sobě kráter a poškodí i kus Kzintské lodi.
Při odletu si Sulu posteskne, že by se předmět vyjímal v muzeu, ale Spock upozorňuje, že by tam nikdy neskončil. Pokud ne Kzintové, tak Klingoni nebo jiná rasa by po takto ničivé zbrani nepřestala prahnout.